# Le Breuil-en-Auge
Le Breuil-en-Auge – miejscowość i gmina we Francji, w regionie Normandia, w departamencie Calvados.
Według danych na rok 2010 gminę zamieszkiwało 977 osób, a gęstość zaludnienia wynosiła 104 osoby/km².